# Desinić Gora
Desinić Gora is een plaats in de gemeente Desinić in de Kroatische provincie Krapina-Zagorje. De plaats telt 153 inwoners (2001).